# Saaremaa (megye)
Saaremaa vagy Saare megye (észtül: Saare maakond) Észtország 15 megyéjének egyike. A megye területének legnagyobb részét Saaremaa, Észtország legnagyobb szigete teszi ki, de emellett még több kisebb sziget is tartozik hozzá. Keleten Lääne északon pedig Hiiu megyékkel határos. Az ország lakosságának mindössze 2,6%-a lakik ebben a megyében.

## Földrajza
A megye területe több szigetből áll: Saaremaa (2 673 km²) a legnagyobb, Muhu (198 km²) az ország harmadik legnagyobb szigete, valamint Ruhnu (11,9 km²), Abruka (8,78 km²) és Vilsandi (8,75 km²).

## Közigazgatása
A megye egy városból (linn) és 13 vidéki községből (vald) áll.

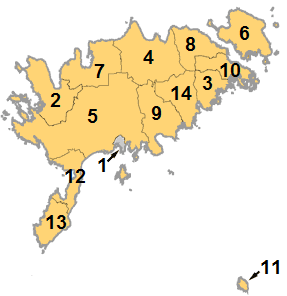
Saare megye közigazgatási felosztása

Város (népesség):
- 1 Kuressaare (13 009 fő)

Községek:
- 2 Kihelkonna (639 fő)
- 3 Laimjala (628 fő)
- 4 Leisi (1 810 fő)
- 5 Lääne-Saare (6 996 fő)
- 6 Muhu (1 558 fő)
- 7 Mustjala (608 fő)
- 8 Orissaare (1 712 fő)
- 9 Pihtla (1 347 fő)
- 10 Pöide (791 fő)
- 11 Ruhnu (97 fő)
- 12 Salme (1 019 fő)
- 13 Torgu (289 fő)
- 14 Valjala (1 203 fő)